# María de León Bello y Delgado
María de León y Delgado (El Sauzal, Tenerife, 23 tháng 3 năm 1643 - San Cristóbal de La Laguna, Tenerife, 15 tháng 2 năm 1731) là một nữ tu Dòng Anh Em Thuyết Giáo, có khả năng huyền bí và tiên tri, thường được biết dưới danh "La Siervita" (tạm dịch: bề tôi nhỏ bé). Bà sống một cuộc đời bình dị và khắc khổ, và là một trong những người được cho là có nhiều phép lạ, chẳng hạn như bay, xuất hồn, phân thân, mang dấu Chúa, thấu thị (khả năng thấy được những thứ vô hình) và chữa bệnh.
Bà là một trong 3 người mà dân bản địa của vùng đảo Canary tôn kính như một đấng thiêng liêng, đây là lý do để họ trình lên Tòa Thánh đề nghị phong thánh cho bà.

## Thư viện ảnh

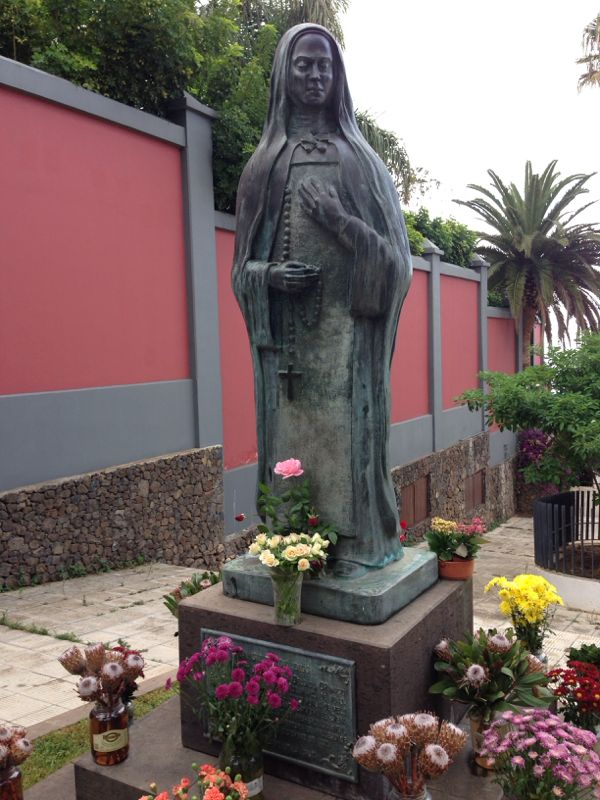
Tượng gần nơi sinh của bà.
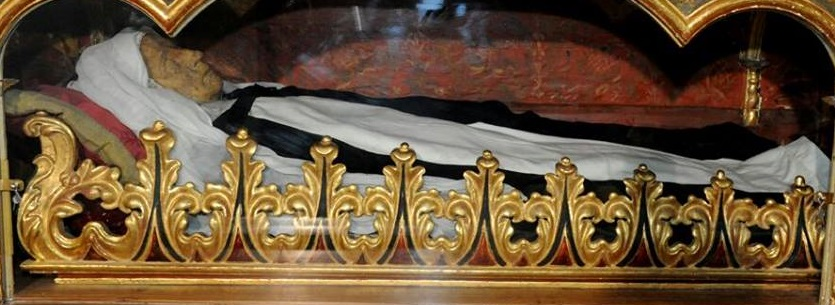
Cơ liêm khiết.